# Acroperla spiniger
Acroperla spiniger är en bäcksländeart som först beskrevs av Tillyard 1923.  Acroperla spiniger ingår i släktet Acroperla och familjen Gripopterygidae. Inga underarter finns listade i Catalogue of Life.